# 보브캣 골드스웨이트
보브캣 골드스웨이트(Bobcat Goldthwait, 1962년 5월 26일 ~ )는 미국의 희극인이자 배우이다.